# Black Mountain (Ausztráliai fővárosi terület)
Black Mountain Ausztrália fővárosához, Canberrához közel fekszik. Mint minden egyéb hegyvidéki terület a főváros környezetében, ez is a Canberra Nature Park védelme alatt áll. Természetes bozótosokkal borított hegyoldalai háborítatlan élőhelyet biztosítanak a vadvilág számára. A Black Mountain-hegység 256 méterrel nyúlik a Burley-Griffin-tó víztükre fülé. A hegyvidék legmagasabb pontján egy 195 méter magas átjátszóállomás adótornya áll.
Az Ausztrál Nemzeti Botanikus Kert és a CSIRO társaság osztozik a hegyvidék keleti részein, közel az Ausztrál Nemzeti Egyetemhez. 
A Black Mountain hegyet eleinte Black Hill-nek hívták még abban az időben, mint amikor elnevezték a közeli magaslatot, Red Hillt.  A korai telepesek a hegyvidéket még Canberry Ranges-nek hívták.

## Földrajza
A Black Mountain gerincét a szilur időszakból származó homokkő adja, miközben a déli részeken elterülő Pittman-alakzat az ordovícium időszakából származik.

## Fordítás
Ez a szócikk részben vagy egészben  a   Black Mountain, Australian Capital Territory című angol Wikipédia-szócikk ezen változatának fordításán alapul.  Az eredeti cikk szerkesztőit annak laptörténete sorolja fel. Ez a jelzés csupán a megfogalmazás eredetét és a szerzői jogokat jelzi, nem szolgál a cikkben szereplő információk forrásmegjelöléseként.